# Gate Tower Building

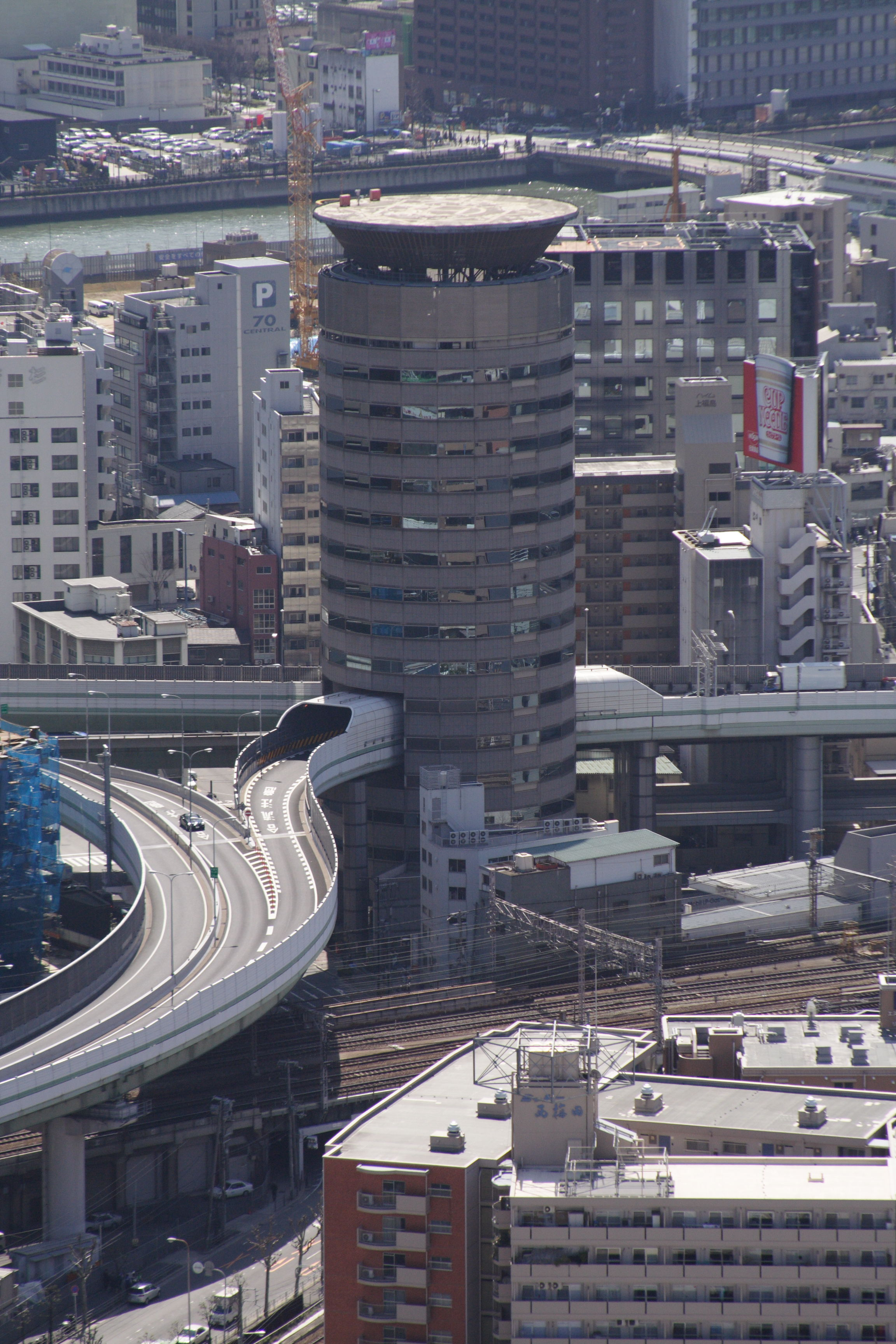
Gate Tower Building.

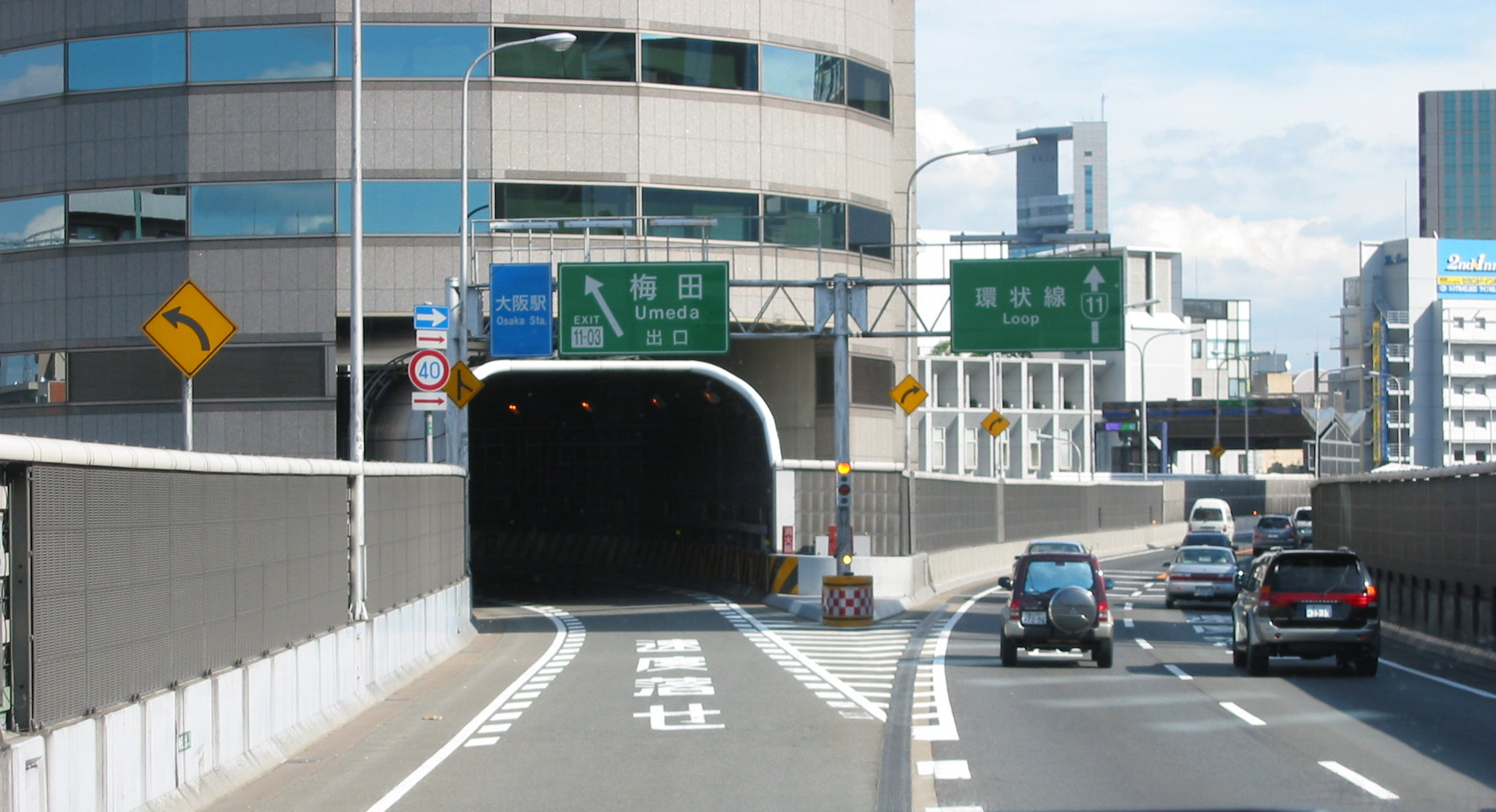
Salida de la Ruta Ikeda (11) para el intercambiador 11-03 Umeda, que pasa a través de los niveles quinto, sexto y séptimo del edificio.

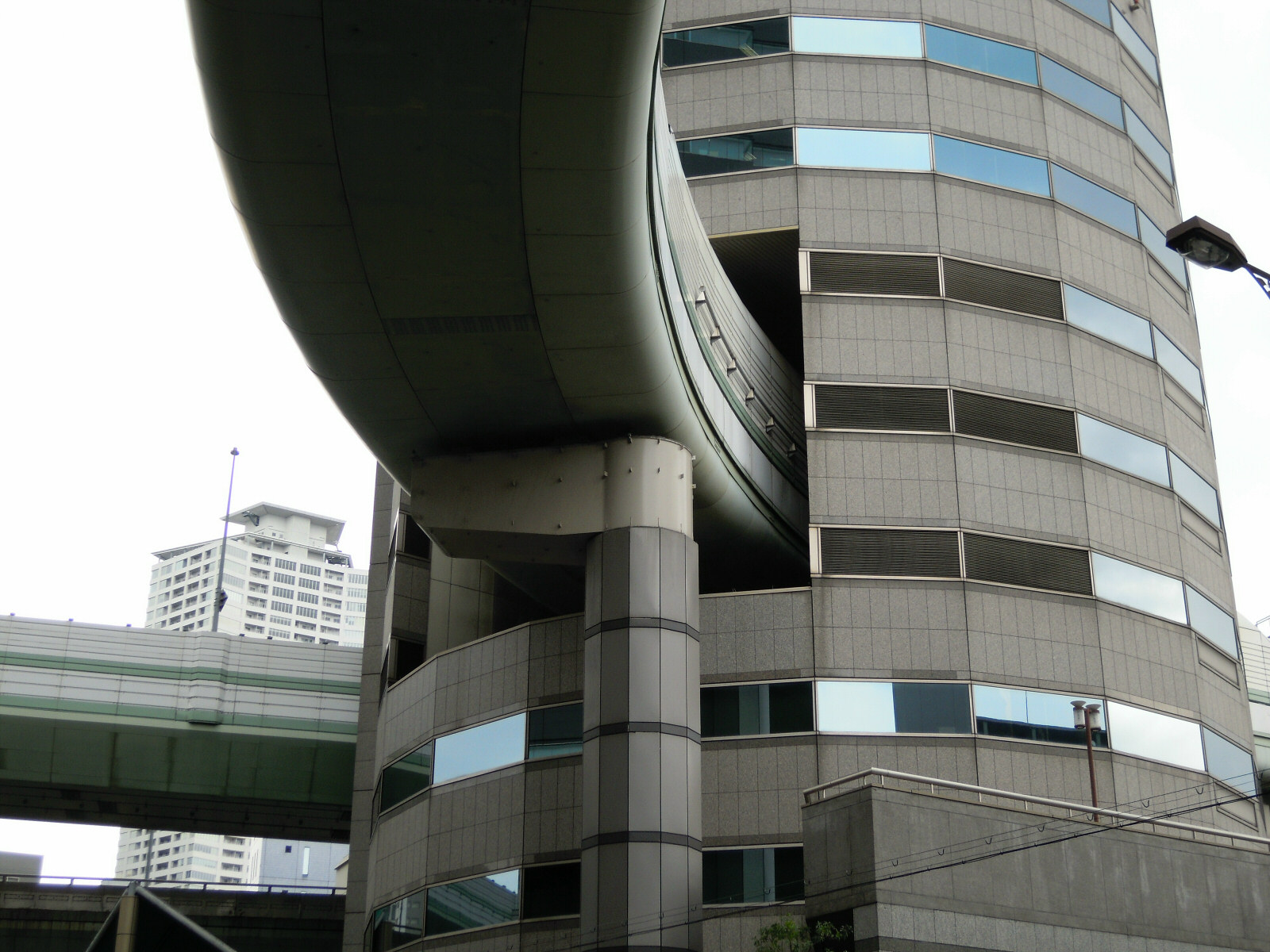
Intercambiador Umeda saliendo del edificio.

El Gate Tower Building (ゲートタワービル gēto tawā biru?) es un edificio de 16 pisos en Osaka, Japón. Es destacable porque es atravesado por un intercambiador de una autopista. Ha sido apodado como "la colmena" debido a su apariencia de un "lugar bullicioso".

## Resumen
El edificio tiene una construcción de doble núcleo, de sección circular. 
A la salida de la  Ruta Ikeda del sistema de la  Autopista Hanshin (阪神高速道路) para el intercambiador 11-03 Umeda, pasa a través de los niveles quinto, sexto y séptimo del edificio.  La carretera es la inquilina de esos pisos, el ascensor pasa a través de ellos sin parar: el nivel 4 es seguido por el nivel 8. Estos niveles por los que pasa la ruta consiste en ascensores, escaleras y maquinaria. La autopista no hace contacto con el edificio; sino que pasa a través de él mediante un puente, estando los pilares cerca del edificio. La autopista está rodeada de una estructura que permite aislar el edificio del ruido y las vibraciones del tráfico. Además, en el tejado, hay un helipuerto.

## Historia
Los negocios de madera y carbón eran los propietarios originales de los derechos sobre esta parcela de tierra desde principios del periodo Meiji, pero el desplazamiento gradual a otras fuentes de energía y combustibles resultó en el deterioro y la destrucción de los edificios de estas empresas. En 1983, el redesarrollo de la zona fue decidido, pero los permisos de construcción fueron rechazados dado que la autopista ya estaba proyectada sobre estas tierras. Los propietarios de los derechos de la parcela no abandonaron su causa, y negociaron durante unos 5 años con la constructora de la carretera para alcanzar una solución.
Aunque normalmente las constructoras adquieren la tierra sobre la que construyen los caminos, no se garantiza el éxito, por lo que pueden surgir problemas como este.
Por esa razón, las leyes de carreteras, las leyes de planificación urbanística, las leyes de redesarrollo urbanístico y los códigos de construcción fueron parcialmente revisados hacia 1989 para permitir el llamado Sistema de Carreteras Multi-nivel (立体道路制度 rittai dōro seido?), que permite el desarrollo conjunto de carreteras y edificios en el mismo espacio. Este sistema fue diseñado originalmente para facilitar la construcción del segundo anillo de carretera en el barrio Toranomon de Minato en Tokio, pero finalmente no fue aplicado allí. En su lugar, este sistema fue hecho efectivo en la construcción del Gate Tower Building, convirtiéndose así en el primer edificio japonés en tener un intercambiador de una autopista atravesándolo. Normalmente, las autopistas y variantes se construyen bajo tierra en estos casos, y el atravesar un edificio es algo muy poco frecuente.

## Perfil
- Dirección: Fukushima 5-4-21, Fukushima-ku, Osaka
- Completado: 1992
- Superficie: 2.353 m²
- Área de planta: 760 m²
- Superficie construida total: 7.,956 m²
- Estructura: Cemento reforzado y esqueleto de acero parcial
- Altura: 71,9 m
- Niveles: 16 sobre tierra, 2 subterráneos y 1 contado como sala de máquinas
- Propósito: Edificio de oficinas
- Cliente: Suezawa Sangyo Co. Ltd.
- Diseñador: Azusa Sekkei y Yamamoto-Nishihara Kenchiku Sekkei Jimusho
- Constructor: Sato Kogyo Co. Ltd.